# Nokere Koerse 2014
La Nokere Koerse 2014, sessantanovesima edizione della corsa, valida come evento dell'UCI Europe Tour 2014 categoria 1.1, si svolse il 19 marzo 2014 per un percorso di 199,3 km. La vittoria andò al belga Kenny Dehaes, che giunse al traguardo in 4h19'42" alla media di 45,7 km/h.
Dei 187 ciclisti alla partenza furono in 148 a concludere la gara.

## Squadre partecipanti
| N.      | Cod. | Squadra                 |
| ------- | ---- | ----------------------- |
| 1-7     | OPQ  | Omega Pharma-Quickstep  |
| 11-18   | LTB  | Lotto-Belisol Team      |
| 21-28   | FDJ  | FDJ.fr                  |
| 31-38   | SKY  | Team Sky                |
| 41-48   | BEL  | Belkin Pro Cycling Team |
| 51-57   | GIA  | Team Giant-Shimano      |
| 61-68   | BMC  | BMC Racing Team         |
| 71-78   | TSV  | Topsport Vlaanderen     |
| 81-88   | WGG  | Wanty-Groupe Gobert     |
| 91-98   | CJR  | Caja Rural-Seguros RGA  |
| 101-108 | BSE  | Bretagne-Séché          |
| 111-116 | TKG  | Team Kuota              |
| 121-128 | TNE  | Team NetApp-Endura      |

| N.      | Cod. | Squadra                  |
| ------- | ---- | ------------------------ |
| 131-137 | AND  | Androni Giocattoli       |
| 141-148 | CCC  | CCC Polsat-Polkowice     |
| 151-156 | MTN  | MTN-Qhubeka              |
| 161-168 | UHC  | UnitedHealthcare         |
| 171-178 | MMM  | Team 3M                  |
| 181-188 | VGS  | Vastgoedservice-Golden   |
| 191-198 | VER  | Veranclassic-Doltcini    |
| 201-208 | WIL  | Vérandas Willems         |
| 211-218 | WBC  | Wallonie-Bruxelles       |
| 221-228 | RLM  | Roubaix-Lille Metropole  |
| 231-238 | SKT  | An Post-Chainreaction    |
| 241-248 | JTW  | Josan-ToWin Cycling Team |

## Ordine d'arrivo (Top 10)
| Pos. | Corridore        | Squadra       | Tempo    |
| ---- | ---------------- | ------------- | -------- |
| 1    | Kenny Dehaes     | Lotto-Belisol | 4h21'39" |
| 2    | Tom Van Asbroeck | Topsport Vl.  | s.t.     |
| 3    | Nacer Bouhanni   | FDJ.fr        | s.t.     |
| 4    | Gert Steegmans   | Omega Pharma  | s.t.     |
| 5    | Andrew Fenn      | Omega Pharma  | s.t.     |
| 6    | Scott Thwaites   | NetApp-Endura | s.t.     |
| 7    | Klaas Lodewyck   | BMC Racing    | s.t.     |
| 8    | Ben Swift        | Team Sky      | s.t.     |
| 9    | Jempy Drucker    | Wanty-Gobert  | s.t.     |
| 10   | Barry Markus     | Belkin        | s.t.     |